# Paul Émile Sautai
Pour les articles homonymes, voir Sautai.
Paul Émile Sautai, né le 29 janvier 1842 à Amiens et mort le 20 novembre 1901 dans le 6e arrondissement de Paris, est un peintre d'histoire français.

## Biographie

### Famille et formation
Fils d'un négociant, il apprend l'art de la peinture auprès de Jules Lefebvre et de Tony Robert-Fleury.
Il débute au Salon de peinture de 1868, et y obtient des médailles à trois reprises. Il reçoit les insignes de chevalier de la Légion d'honneur par décret du 11 juillet 1885.
Il épouse le 9 septembre 1872 dans le 9e arrondissement de Paris Marie Jeanne Caroline Busson, fille d'un autre artiste-peintre, son confrère Charles Busson.

### Carrière artistique
Peintre d'histoire spécialiste des sujets sacrés, son inspiration est très marquée par son voyage en Italie. Pendant son séjour artistique à Rome, il a été membre du groupe des Caldarrosti.

### Postérité

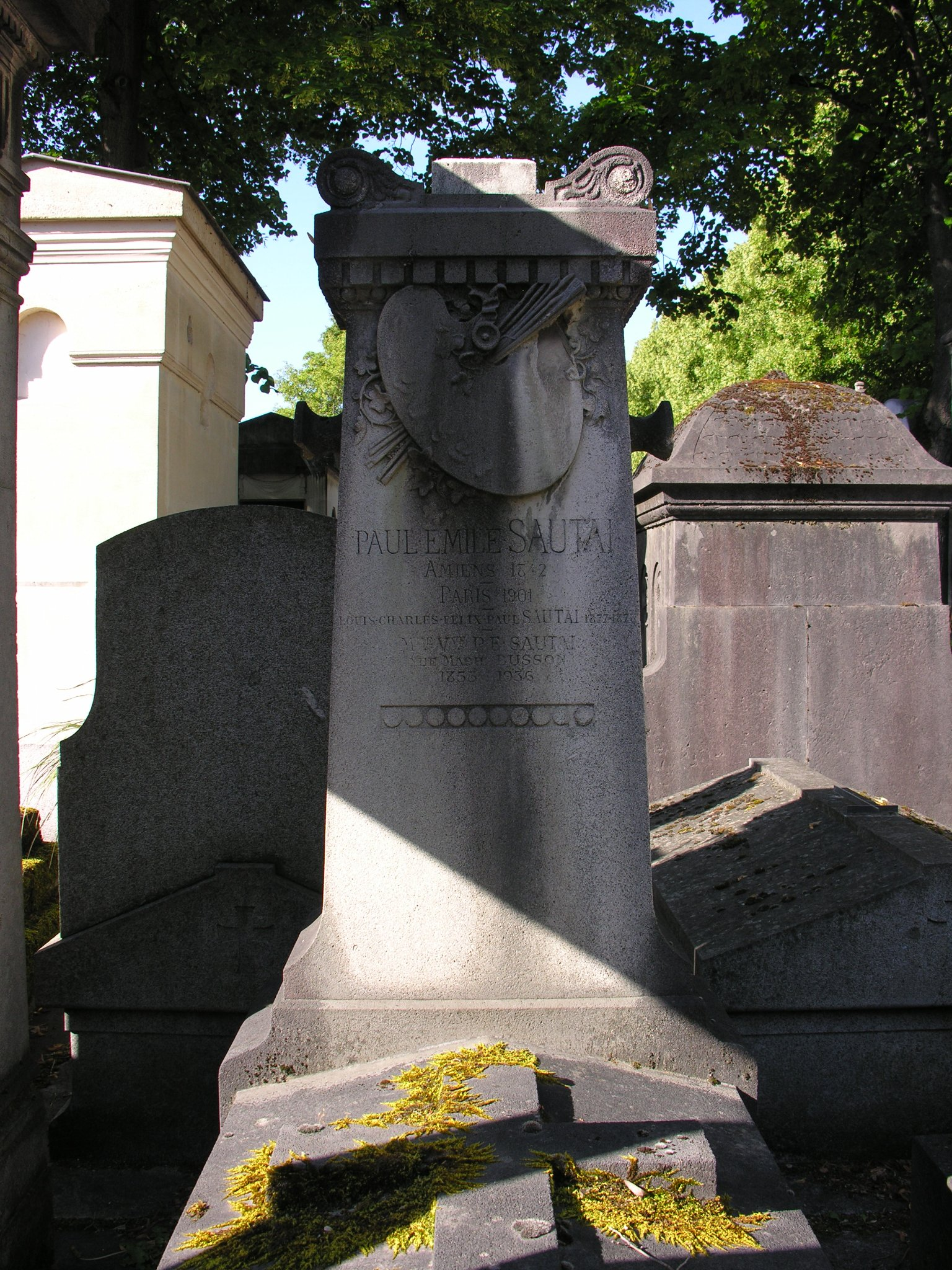
Sépulture au cimetière du Montparnasse.

Paul Émile Sautai est inhumé au cimetière du Montparnasse (28e division).
Aujourd'hui, une rue de sa ville natale Amiens porte son nom à titre d'hommage. Elle est proche de la maison dans laquelle a grandi une partie de sa descendance.

## Œuvres
- Amiens, Musée de Picardie : La Prison de Subiaco (1869) ;
- Lugo (Galice, Espagne), Rede Museística Provincial de Lugo : Les Relevailles, seconde moitié du XIXe siècle[3],[4].